# Персульфат амонію
Персульфат амонію (ПСА) — неорганічна сполука з хімічною формулою (NH4)2S2O8. Це безбарвна (біла) сіль, яка добре розчиняється у воді, набагато краще, ніж споріднена калієва сіль. Це сильний окиснювач, який застосовується як каталізатор у полімерній хімії,  та у фотохімічній обробці, а також як засіб для чищення та відбілювання.

## Отримання і структура
Персульфат амонію отримують електролізом холодного концентрованого розчину сульфату амонію або бісульфату амонію в сірчаній кислоті при високій щільності струму. Метод був вперше описаний Г'ю Маршаллом.
За даними рентгенівської кристалографії, солі амонію, натрію та калію мають дуже схожі структури у твердому стані. В амонійній солі відстань O-O (Оксиген-Оксиген) становить 1,497 Å. Сульфатні групи є тетраедричними, з трьома короткими відстанями S-O (Сульфур-Оксиген) близько 1,44 Å та один довгий зв’язок S-O при 1,64 Å.

## Використання
Як джерело радикалів, ПСА в основному використовується як радикальний ініціатор у полімеризації деяких алкенів. Комерційно важливі полімери, отримані з використанням персульфатів, включають стирен-бутадієновий каучук і політетрафлуоретен. У розчині діаніон дисоціює на радикали:
[O3SO–OSO3]2−  2 [SO4]•−
Щодо механізму дії, сульфатний радикал приєднується до алкену, утворюючи радикал сульфатного естеру. Він також використовується разом із тетраметилетилендіаміном для каталізації полімеризації акриламіду при виготовленні поліакриламідного гелю, тому він важливий для SDS-PAGE та Вестерн-блот.
Ілюстрацією його потужних окисних властивостей є те, що персульфат амонію використовується для обробки міді на друкованих платах як альтернатива розчину хлориду заліза. Ця властивість була відкрита багато років тому. У 1908 році Джон Вільям Туррентайн використав розбавлений розчин персульфату амонію для обробки міді. Туррентайн зважив мідні спіралі перед тим, як помістити їх у розчин персульфату амонію на годину. Через годину спіралі знову зважили і зафіксували кількість міді, розчиненої персульфатом амонію. Цей експеримент було поширено на інші метали, такі як нікель, кадмій і залізо, і всі вони дали подібні результати. Рівняння окиснення виглядає так: S
2O2−
8 (водн.) + 2 e- → 2 SO2−
4 (водн.).
Персульфат амонію є стандартним інгредієнтом відбілювача для волосся.
Персульфати використовуються як окиснювачі в органічній хімії. Наприклад, у реакції Мініші та персульфатному окисленні Ельбса.

## Безпека
Повітряний пил, що містить персульфат амонію, може подразнювати очі, ніс, горло, легені та шкіру при контакті. Вплив високого рівня пилу може спричинити утруднення дихання.
Було відзначено, що персульфатні солі є основною причиною астматичних ефектів. Крім того, було припущено, що вплив персульфату амонію може спричинити астматичні ефекти у перукарів і інших працівників, які працюють у перукарській промисловості. Вважається, що ці астматичні ефекти спричинені окисненням залишків цистеїну, а також залишків метіоніну.